# フレイスの炎砦
『フレイスの炎砦〜紅き巫女の守護者〜』（フレイスのえんさい〜あかきみこのしゅごしゃ〜）はテーブルトークRPG(TRPG)『セブン＝フォートレス』のリプレイ作品。ゲームマスター（GM）とリプレイの執筆は菊池たけし。イラストはみかきみかこ（文庫版表紙は石田ヒロユキ）。
『ゲーマーズ・フィールド』6th season Vol.5（2002年5・6月号）から7th season Vol.4（2003年3・4月号）に全12回連載された。後にエンターブレインから文庫版（ファミ通文庫）として全7話の形式でまとめなおされ文庫化されている。ゲームプレイ回数については5セッション分である。
『フォーラの森砦』に続く「砦シリーズ」リプレイ第五弾として発表された。『セブン＝フォートレス V3』のプレストーリーの役割もあるリプレイで、『ナイトウィザード』とのクロスオーバーを実現した初のリプレイでもある。マジカル・ウォーフェアの一つでもあり柊サーガにも属するこのリプレイは『ナイトウィザード』リプレイシリーズとしても認識されることも多い。

## 概要
『セブン＝フォートレス』シリーズと『ナイトウィザード』シリーズのコラボレーションを主題に連載されたリプレイ。このリプレイ連載開始から数ヵ月後には『セブン＝フォートレス V3』が発売されることが決定していたため、今後ユーザーたちの多数が作ることになるであろう「『ナイトウィザード』のキャラクターがラース＝フェリアにやってくるというシナリオ」の実例を見せるという役割をもっていたリプレイでもある。
『フレイスの炎砦』はただ砦シリーズに『ナイトウィザード』のキャラクターを出演させただけのものではなく、『ナイトウィザード』のリプレイシリーズとも密接につながっている特殊な作品である。『ゲーマーズ・フィールド』では『炎砦』の連載開始の前号に『ナイトウィザード』リプレイ『星を継ぐ者』が掲載されていたのだが、この『炎砦』は『星を継ぐ者』に直結する続編でもある。さらに『炎砦』で語られた様々な設定はその後の『ナイトウィザード』の世界観に大きな影響を与えることになった。
リプレイ中で使われたゲームシステムはリプレイ前半は『セブン＝フォートレス Advanced』と『ナイトウィザード』（ルール第一版）で、リプレイ後半は『セブン＝フォートレス V3』と『ナイトウィザード』となる。特筆すべきはリプレイ前半で地球出身のキャラクターは『ナイトウィザード』のルールをそのまま用い、ラース＝フェリア出身のキャラクターは『セブン＝フォートレス』のルールをそのまま用いていることである。つまり、キャラクターによって使用されるルールが全く異なっているのである。特に『セブン＝フォートレス Advanced』では追加行動の行動カウント消費が－10なのに比べて『ナイトウィザード』では－20なため、柊蓮司だけがいつも行動回数が少なくなるという理不尽がついてまわっていた。他にも『ナイトウィザード』と『セブン＝フォートレス』のゲームルールの細かな差異（闘気や特殊能力の差など）で、PC同士のバランスの不均衡がリプレイ前半は目立った。リプレイ後半では柊蓮司も『セブン＝フォートレス V3』のルールをベースにして、異世界人キャラクタールールを使って『ナイトウィザード』のデータを変換するという形式で作り直されたため、ゲームバランスは安定するようになった。
ストーリーは序盤がラース＝フェリア編、中盤が地球（ファー・ジ・アース）編、終盤で再びラース＝フェリアに戻ってくるという形で綺麗に分かれている。砦シリーズとしてはそれまでの作品よりもメリハリの効いたマスタリングが心がけられていて、物語の展開スピードはかなり速い。
また、『フレイスの炎砦』は『セブン＝フォートレス V3』の背景となる戦争「ラース戦役」のプロローグでもある。ラース戦役はラース＝フェリアに初めて他の主八界に属する勢力が大規模に干渉してきた事件であり、この物語の終了直後より、ラース＝フェリアは『セブン＝フォートレス V3』で描かれる異世界間戦争の時代に突入していく。

## あらすじ
七紋章暦007年。星降る夜の王エンディヴィエの事件が一段落し、世界は復興に向かっていた。
だが、世界滅亡の危機は人知れず再び歩み寄っている。これに対応するために伝説に語られる「紅き巫女」と「柱の七騎士」が再び地上に蘇った。しかし、柱の騎士のリーダー・空炎の騎士ガザは巫女を裏切り殺害しようとしたのである!　巫女は一命はとりとめたが、その現場を1人の少女が目撃していたのが不幸の始まりであった。その少女とは空炎の騎士の娘ポーリィ。彼女はガザにより巫女殺害の濡れ衣を着せられ、柱の騎士たちに追われるはめになる。
一方、柱の騎士となっていたザーフィはある計画を実行するために第八世界ファー・ジ・アース、すなわち「地球」と呼ばれる世界へ赴き「星の巫女」赤羽くれはの魂を奪っていった。くれはの幼馴染である柊蓮司は彼女の魂を取り返すために単身ラース＝フェリアへ向かう。
「紅き巫女」と「星の巫女」。二つの世界に分れた二人の巫女の魂が再び揃いしとき、伝説の魔王ディングレイが復活するという。ファー・ジ・アースとラース＝フェリア、二つの世界に同時に起こる危機に、それぞれの世界の住人たちが立ち上がった！

## 登場人物・用語

### プレイヤーキャラクター
プレイヤーによって操作するキャラクター。PC。名前の横にカッコで記述されているのはプレイヤー名である。キャラクタークラスについてスラッシュで複数かかれている場合はマルチクラスおよびクラスチェンジによりクラスを複数有していることを表す。キャラクタークラスの横のレベルはそのリプレイ開始時のものである。（ただし、「V3時期」と書かれているクラスとレベルについては、システムをセブン＝フォートレス V3に変更した第5話開始時のものである）
属性についてはスラッシュをはさんで左側が第一属性、右側が第二属性となる。
ポーリィ＝フェノール (みかきみかこ)
キャラクタークラス
- Advanced時期 - ライトウォーリア (Lv.1)
- V3時期 - ウォーリア (Lv.0) / ヘビーアームズ (Lv.1) / ライトアームズ (Lv.3)

属性 : 〈森〉 / 〈氷〉
解説 :紅き巫女を守護する七騎士の1人だった先代の森炎の騎士の娘。16歳。年齢に比べて「おこちゃま」な性格。だがそれは天真爛漫であることの裏返しでもある。趣味は人にたかること。
紅き巫女とは姉妹のように育てられ、巫女の唯一の友達でもあった。実父亡き後、義父となってくれた「空炎の騎士ガザ」が巫女の意識を壊そうとしていた所を目撃したことがきっかけで、ガザから巫女の殺害未遂の濡れ衣を着せられ追われる身になる。以後、自分の身の潔白の証明と紅き巫女を助けるために他のPCとともに冒険を始めることになる。
非常に前向きな性格で落ち込むことを知らない。彼女の純真さは最終的に世界を救う力となる。リプレイ後半では光の剣スヴェルヴェン＝クレアを継承する。
ポーリィはガーネット、くれはに続く「三人目の巫女」である。彼女は本来は魔王の「器」を受け継ぐ予定だったのだが、手違いで同じ日に生まれたガーネットに魂と器の双方が受け継がれたのである。ガーネットがベール＝ゼファーに浚われる直前、ポーリィは魔王の器をガーネットから継承し、これにより魔王の完全復活は避けられる。以後、ディングレイとベール＝ゼファーはポーリィを狙うようにもなる。
柊蓮司 (ひいらぎ・れんじ、矢野俊策)
キャラクタークラス
- ナイトウィザード時期 - 魔剣使い (Lv.1)
- V3時期 - ナイトウィザード (Lv.0) / 魔剣使い（NW） (Lv.4)

属性 : 〈風〉 / 〈火〉
輝明学園秋葉原校高等部三年生のウィザード魔剣使い。自称「不良学生」。『ナイトウィザード』リプレイ『星を継ぐ者』のPCの1人である。
小惑星ディングレイ落下事件を解決したのも束の間、幼馴染の赤羽くれはの魂がザーフィにより奪われたため、それを追いかけてラース＝フェリアへ侵入。以後はくれはを取り戻すためにPCたちと冒険することになる。
周囲のPCが皆ボケ属性のため1人で突っ込み役を担当することになった今作で最も不幸なPC。
ナイトウィザード製キャラクターの悲しさで、まともな防具を着ていない。それゆえにラース＝フェリアを舞台にした戦闘バランスではいつも死にかけていた。ただし一方で攻撃力はナイトウィザード製キャラクターの特性でどのPCよりもズバ抜けている。
リューナ＝セイグラム (田中信二)
キャラクタークラス
- Advanced時期 - プリースト (Lv.0)
- V3時期 - メイジ (Lv.1) / フェイ (Lv.0) / プリースト (Lv.2)

属性 : 〈海〉 / 〈幻〉
水の半精霊族の女性。20歳。精霊族には珍しく人里におりてきて人間とともに冒険をしている。優しいお姉さんのような性格をしているが、精霊族だけあって人間には少々理解できないメンタリティをもち、たまに天然ボケとしか思えないような突飛な行動を取る。
一年前の星降る夜の王エンディヴィエの撃退に使われた3つの神器の一つ「星の錫杖」の使い手である。クレイという勇者率いるパーティとともに10番目のクリーチャーホールから現れた魔王ディグルガーヴを倒す旅をしており、見事魔王を倒してクリーチャーホールを閉じようとした時に柱の七騎士の1人「闇炎の騎士クラナッフ」に襲われ、リューナ以外のメンバーは死亡した。以後、柱の騎士への復讐のために冒険を続けている。
ザーフィ (遠藤卓司)
キャラクタークラス
- Advanced時期 - ナイト (Lv.4)
- V3時期 - ウォーリア (Lv.4) / ナイト (Lv.2) / ヘビーアームズ (Lv.1)

属性 : 〈氷〉 / 〈炎〉
アルセイルからの亡命騎士。26歳の男性。頭のバンダナがトレードマーク。『フォーラの森砦』のPCの1人である。
前作『フォーラの森砦』の最終回でヒュウガの魂を探す旅にでたザーフィだが、『宝玉の七勇者』冒頭でシャドウジャイアント500匹に襲われ瀕死の重傷を負う。そこを柱の騎士の1人に助けられ、恩義を返すために紅き巫女を護る柱の騎士の1人「氷炎の騎士」となった。その際、「演出シーンでは最強になる」という怪しげな特殊能力を持った鎧を手に入れており、柊との初対決では彼を圧倒した。
始めはガザの配下としてPCの敵に回っており、くれはの魂を奪っていったりもしたが、ポーリィの説得によりガザを裏切る。
『フォーラの森砦』から女好きな面があったが、今作ではそれは強烈に発揮され、出てくる女性NPCを次々と落としていくというプレイボーイぶりをみせつけた。彼の毒牙にかかった女性NPCは「バンダナガールズ」の称号が与えられている。
パーティーの中では一番の高レベルであり、戦闘の要でもあった。

### ノンプレイヤーキャラクター
GMが操作するキャラクター。NPC。
紅き巫女
世界が滅亡の危機に瀕したときにそれを防ぐために覚醒するといわれる転生者。それが紅き巫女である。彼女は絶大な魔力を内に秘めておりその力で世界を危機から救うともいわれる。また、巫女の覚醒とともに、七十七の人間に巫女を護るための騎士としての力が与えられるという。しかし今作では七十七人の「柱の騎士」を統べる教皇ガザが反逆を侵し、絶大な魔力で巫女の意識を破壊。巫女は生きる屍となり、ガザの「儀式」に利用されることとなる…。
紅き巫女として生まれ育てられた者は名前を持たないという慣習に従い、ただ「紅き巫女」としか呼ばれていなかったが、リプレイの最後でポーリィにより「ガーネット」の名が与えられる。
紅き巫女の魂には、6500万年前にラース＝フェリアに現れた魔王ディングレイの魂の半分が同化して封印されている。魔王の魂を抱きその封印を護りながら永劫の転生を繰り返すことが紅き巫女の宿命なのである。また、「紅き巫女」は魔王の魂の封印の依代というだけでなく、その魔王の力で世界の危機に対応するという役目も担われている。そのため、世界の危機が訪れるたびに転生を繰り返し、「柱の騎士」に力を与え世界の危機を少なからず救ってきた。このように魔王の力を積極的に使うことになっているため紅き巫女には強固な封印がかけられている。しかし、今度の転生においては紅き巫女は魔王の「器」と「魂の半分」の両方を抱いて転生してしまった。本来ならば「器の封印者」ポーリィが抱くべき「魔王の器」を、ポーリィが紅き巫女と同日同時刻に誕生した影響で巫女に「器」が誤って転送されてしまうという事故が起こったのである。二つのパーツが同じ体に揃ったことで、強力な封印があるにもかかわらず巫女の中に封じられた魔王の意識がわずかながらに覚醒した。魔王の意識は巫女の肉体を乗っ取り完全復活するために、ガザを精神支配し巫女を襲わせ「巫女の意識」を眠らせたのである。後は魔王のもう半分の魂を手に入れれば魔王は復活するはずだったのだが、封印は強力すぎたために計画は失敗。ガザの手により意識をとりもどした巫女は「器」をポーリィに託した。しかし、その直後に魔王ベール＝ゼファーにより攫われることになる。ディングレイが「星の巫女」を使って一時的復活を遂げた後はポーリィへの人質としてみせしめに磔にされていた。
赤羽くれは
地球こと第八世界ファー・ジ・アース出身の陰陽師ウィザード。『星を継ぐ者』のPCの1人である。柊蓮司の幼馴染。
魔王ディングレイ復活のためにガザはくれはの魂を欲し、ザーフィを派遣。「魂を抜き取る短剣」によりくれはの魂は奪われてしまう。
くれはは小惑星ディングレイを呼び寄せる存在である「星の巫女」であること『星を継ぐ者』で語られていたが、今作ではその真相が暴かれることになる。
くれはの魂には、6500万年前にラース＝フェリアに現れた魔王ディングレイの魂の半分が同化して封印されている。くれはは「紅き巫女」の同位体であり、彼女もまた魔王の魂を抱きその封印を護りながら永劫の転生を繰り返すことが宿命でづけられていた。「紅き巫女」と「星の巫女」が別々の世界で転生を繰り返すことで魂が一箇所に集まるのが防がれていたのである。「紅き巫女」を使ってディングレイを復活させることに失敗した魔王ベール＝ゼファーは、今度は地球に赴きくれはの肉体を奪いディングレイの復活に臨む。「紅き巫女」のような強力な封印がない「星の巫女」に魔王の魂を二つ入れることで、ついに魔王ディングレイの部分的な復活に成功。くれはは魔王として生まれ変わることになる。ちなみに「赤き巫女」を守護する柱の騎士がいるように、「星の巫女」を守護する戦士も複数人おり、柊はその一人らしい。
空炎の騎士ガザ
紅き巫女を護るために力を覚醒させた柱の騎士の1人。リーダー格でもある。ポーリィの父親である先代の森炎の騎士が謎の死を遂げてからはポーリィの義父となった。突如巫女を裏切り彼女の意識を破壊、その罪をポーリィになすりつけ、柱の騎士はガザの私欲を実現する悪の組織へと変貌した。フレイスの炎砦の最上階でPCたちを待ち受ける前半のラスボス。
「教皇」の二つ名を持つが、これは聖闘士星矢の登場人物サガのパロディである。
彼は巫女の中で覚醒した魔王ディングレイの意識に操られて暴走している。PCたちに倒されることで正気を取り戻した彼は死の間際にPCたちのためにファー・ジ・アースへの通路を開いた。また、ガザは紅き巫女の実の父親でもある。
森炎の騎士クラナン
PCたちとはじめに戦うことになった七騎士の一人。自分の力に絶対の自身をもち他人を見下している。それゆえに少しでも相手に傷つけられると我を忘れて激昂するという、傲慢な悪役のステロタイプのような行動をするわかりやすいキャラクター。
真炎の騎士トウガ
元・地球人のウィザードで、柊と共に戦った事もあるが、柊はその事を「そういえばそんな奴がいた」程度にしか認識していない。かつては赤羽くれはのストーカーをしており柊蓮司を恋敵だと認識している。とある任務で死亡した後にラース＝フェリアに転生して柱の騎士として覚醒した。「転生者」のクラスを持つため古代遺産を使いこなし《蟹光線》を発射できる。フレイスの炎砦にある「炎の間」を守護する。
海炎の騎士メイヤ
七騎士の中では唯一の紅一点。ザーフィとはただならぬ関係があったらしい。
フレイスの炎砦にある「海の間」を守護する。
始めはザーフィとポーリィの裏切りに憤慨していたが、ザーフィの説得によりPCたちの味方に回る。バンダナガールズの1人。
闇炎の騎士クラナッフ
七騎士の中でも際立って邪悪な性質を持つ男。巫女を護るために目覚めた力を私欲のために使おうとする。
ガザの命令でかつてのリューナたちのパーティーを壊滅させた張本人でもある。フレイスの炎砦にある「闇の間」を守護しており、闇の間でのPCとの戦闘ではかつてのリューナたちのパーティーの魂を冥府から呼び寄せて闘わせるという非道な技を披露した。
幻炎の騎士クロトワ
『宝玉の七勇者』で登場した<幻>の仮面勇者。フレイスの炎砦にある「幻の間」を守護する。シスコンであり巫女のことよりも妹のジーンの方が大切で、ジーンをもてあそんだザーフィへの私怨で攻撃してくる。しかし、ジーンが柱の騎士たちに襲われた事を知るとあっさりPCたちの味方に回った。終盤、前作同様ピンチに陥るが、例によって「仮面を付けていたお陰で」助かった。リプレイの最後で紅き巫女に名前を付ける事をポーリィに提案する。
リプレイ中、「サウザンドブレード」という元ネタとなった人物の声優が演じた他の役の必殺技である一撃で九つの方向から放たれる斬撃を披露した。
先代森炎の騎士
ポーリィの父親。ガザの変貌に気づいたがそれゆえに謀殺された。フレイスの炎砦にある「森の間」にてポーリィに遺言を残していた。
勇者クレイ
リューナの想い人で、クラスは勇者である。光の剣スヴェルヴェン＝クレアの使い手で、本来であればディングレイとベール＝ゼファーを打ち倒せるはずだった唯一の人物。10番目に開いたクリーチャーホールを閉じるための冒険をリューナと繰り広げていたが、閉じる前に闇炎の騎士クラナッフに殺されてしまう。後にクラナッフにより冥府より召喚されて愛するリューナと剣を交えるという悲劇が展開される。
なお、『シェローティアの空砦』では、リューナのプレイヤーである田中信二がクレイを初めとする仲間達の事をすっかり忘れていたため、他のPCから総ツッコミを受けたという逸話がある。
スケアクロウ
リプレイの第一話では、プレイヤーのみかきみかこと読者に対するサプライズとして、『ナイトウィザード』とのコラボレーションは伏せられていた。そのため、柊蓮司のキャラクターシートも柊の登場シーンになるまで伏せられており、キャラクターメイキングの場面では矢野俊策はダミーとして使う予定のないキャラクターを作っていた。それがこのメイジウォーリアのスケアクロウである。リューナのオープニングシーンで、クレイと同じパーティーだったという設定で登場しクラナッフにより一瞬で死亡している。しかし、後にクラナッフにより冥府より召喚されてPCたちと戦うことになった。しかし、クレイに比べるとGMに忘れ去られるなど扱いが悪い。かなり三下な性格。適当に作られたキャラなので、能力は低い。名前がスケアクロウであるためか、イラストでは藁傘を被って、顔がへのへのもへじになっている。その扱いの悪さや三下な性格から（一応）プレイヤーが同一人物である柊は彼に同情的で、「友人になれたかもしれない」と涙を流しながら介錯しようとした。実は婚約者がいて戦いが終わったら故郷の牧場へ戻って結婚するつもりだったという裏設定がある。
ジーン・フィルナス
『宝玉の七勇者』で登場したPC。探索者である。星の錫杖と同等の力を持つ神器の一つ「太陽の盾」を守護する一族に雇われ、盾を奪おうとする柱の騎士たちと戦っていた。
『宝玉の七勇者』冒頭で冒険を共にしたザーフィに惚れていたらしく、バンダナガールズの1人に列せられた。リプレイ終盤でも他のバンダナガールズとともにPCたちを支援する。
魔王ディングレイ
かつてファー・ジ・アースで暴れまわっていたという凶悪な魔王。天の運命に干渉することで星を落とすことができる。『星を継ぐ者』で語られた小惑星の招来も運命干渉により「星が落ちるような運命を作った」だけで物理的な力で落としているわけではない。6500万年前に当時の星の勇者がファー・ジ・アースから放逐。しかしその結果ラース＝フェリアへ現れ、その世界で暴れまわる。後に天界から派遣された64の守護天使によって、「器（肉体）」と「魂の半分ずつ」という3つのパーツに砕かれ封印された。
「紅き巫女」が「魂の半分」と「器」の2つのパーツを抱いて転生したことから、紅き巫女の中でディングレイの意識が覚醒。その結果地球で「星を継ぐ者事件」が起こる。ディングレイは完全復活をとげるべく柱の騎士たちを操り「星の巫女」くれはの魂を手に入れたが、紅き巫女の封印が強力で復活に失敗。後にくれはの肉体に二つの魂を転移させて一時的な復活を得た。しかし紅き巫女はリプレイ4話においてポーリィに魔王の「器」を転送していた。ディングレイは最後のパーツを求めてポーリィを狙うことになる。なお、一時的な復活を遂げたディングレイはくれはと人格が融合している状態となっていた。運命干渉により星の運行を操ることができるこの魔王は、今作では主八界の公転そのものを操り、ラース＝フェリアとファー・ジ・アースを衝突させて二つの世界を同時に破壊することを目論んだ。
大魔王ベール＝ゼファー
悪徳の七王の一柱である裏界帝国第二位の魔王。爵位は公爵。二つ名は”蝿の大公”。今作では人間形態である「ベル・フライ」の現し身の姿で登場。魔王ディングレイとは友達だったらしく、ディングレイの復活に協力し、様々な陰謀を張り巡らす。
リプレイ中盤の地球編では今まで通りに搦め手と策謀でPCたちを翻弄するが、序盤と終盤のラース＝フェリア編では純粋な力を持ってPCたちを恫喝してくる。第一世界ラース＝フェリアでは世界結界が存在しないため、ベール＝ゼファーは真の力を発揮できるのである。事実、クリーチャーホールを素手でこじあけ、地を覆う数千の冥魔と空を埋め尽くす数万の侵魔を使役してラース＝フェリアを破壊するという、ナイトウィザードリプレイではまず見ることができない「魔王の暴力」で活躍してくれる。
アンゼロット
第八世界ファー・ジ・アースの守護者にしてウィザードたちの最高指導者。ディングレイの魂を持つ者が「帰還」したことに際して、PCたちを世界の危機をもたらす存在として「エミュレイター」とみなし、その捕獲のためにロンギヌスを派遣する。
アンゼロットの目的はディングレイのカケラを3つ揃わせないことであり、ゆえにポーリィを確保しようとしていた。ディングレイたちがラース＝フェリアに再び戻った後はポーリィの帰還を強引に禁じようとしたが、彼女の紅き巫女を助けたいという純真な心に打たれ、ポーリィに二つの世界の命運をたくしPCたちをラース＝フェリアへ送り届けた。
ロンギヌスリーダー
アンゼロットの命でPCたちを襲撃にやってきたロンギヌスたちの指揮官。輝明学園に属する強化人間でもある。
秋葉原でPCたちに攻撃をかけるが、ザーフィに無理やり唇を奪われバンダナガールズに列せられる。
本編中では最後まで「ロンギヌスリーダー」とのみ呼称されていたが、後に『ナイトウィザード』ルール第一版サプリメント『ロンギヌス』で「姫ヶ崎優美」という名前が明かされた。
ナイトメア
『紅き月の巫女』のPCの1人。夢使いのウィザード。なぜかザーフィと知り合いで、彼の仲裁でアンゼロットはPCへの襲撃を一旦休止する。ザーフィがなぜナイトメアと知り合いなのかということに理由は一切語られないが、これはNPCへのコネクションがアイテムと同じように金で購入できるというゲーム的システムの特性上、このゲームでは普通に有り得ることなのである。
ルシア＝トゥエル・ウィル＝エクサージュ
『フォーラの森砦』に出てきたNPCの一人。わずか16歳ながら「ラグシア新皇国」（十六王紀時代のラグシア王国の後継国家）の女帝を勤める少女。リプレイ終盤でディングレイとベール＝ゼファーにより荒廃したラース＝フェリアで、灼熱騎士団を率いて反撃を行っていた。最終話でPCたちの支援を行う。
『フォーラの森砦』でザーフィに執着していたようだが、今作もそれは代わらず。バンダナガールズの一員として他のガールズと恋のさやあてを繰り広げた。
勇者クレイにスヴェルヴェン＝クレアを渡した人物でもある。

### その他の登場人物・用語など
柱の騎士
「紅き巫女」を護る騎士たちのこと。「紅き巫女」が覚醒するのと同時に柱の騎士たちも力に目覚めるのだと言われている。騎士たちは七人の騎士をリーダーに総計七十七人によって構成され、全員が特殊な能力を持った武具を装備している。柱の騎士たちは現在はガザの手駒と化しているが、ガザの圧倒的なカリスマ性の前に末端の騎士たちは自分のやっていることを正義と信じているようだ。
柱の騎士の真の使命は巫女を護ると同時に監視することである。もしも巫女の中の魔王のカケラが活性化した場合、巫女を殺して再び別の時代に転生させるのが柱の騎士の隠された使命でもある。しかし、その使命を全うする前にガザが巫女の中の魔王のカケラに精神支配されてしまい、柱の騎士は魔王の走狗と化してしまった
光の剣スヴェルヴェン＝クレア
天界の力で作られた対魔王兵器。所持者のプラーナによって発動しすさまじい破壊力を発揮する。しかし選ばれた勇者が真の力を発揮させたならば、すべてを破壊する力ではなく魔王と称される存在のみを滅する浄化の力を発揮するという。
かつては勇者クレイが所持していたもので、それを形見として持っていたリューナがポーリィに可能性を見出し彼女に託した。今作でのポーリィのメイン武器である。今作ではディングレイを倒すことのできる唯一の武器ともされる。
星の錫杖
天界の力で作られた神器（エンシェント・キー）の一つ。リューナが所持する。20レベル以下の冥魔を浄化、封印することができる強力な杖で、杖の先端にある宝玉の内部にはなんと「一つの宇宙」が収まっている。対応する神器には他に「太陽の盾」「月の鎧」があり、すべてそろえれば魔王さえも封印できる。星降る夜の王エンディヴィエの撃退にも活躍したアイテムである。ディングレイはこれら神器の存在を恐れ、ガザを利用し回収のために柱の騎士たちを派遣した。
ロンギヌス
アンゼロット直属のエリート部隊。世界滅亡級の危機が発生したときに派遣される。地球にやってきたPCたちをエミュレイターとして認識し襲い掛かる。
ただし、砦シリーズリプレイではエリート部隊は神聖騎士団ネタに使われるという伝統のもと、PCたちには演出で倒されあげくにリーダーはザーフィに唇を奪われる。
『セブン＝フォートレス パワード』のために田中天が執筆したシナリオ「宿命のエクソダス」で初登場した。今作では8人から構成されるとなっているが、この設定は後の『ナイトウィザード』サプリメント『ロンギヌス』で修正され、『ナイトウィザード』が『The 2nd Edition』に移行した現在では結構な大所帯の組織になっている。
フレイスの炎砦
リプレイのタイトルにもなっている「フレイスの炎砦」はこの世界に存在する古代の「七つの砦」の一つ。通常「砦シリーズ」では、「砦」の所在は終盤まで明かされないか、うやむやにされるのが常であったが、「炎砦」は第一話から登場したため、プレイヤー達を驚愕させている。魔力を凝縮できる効果があり強大な儀式魔法を使うときに良く使われる。リプレイでは紅き巫女と柱の騎士が集う本拠地として描かれ、リプレイの半分以上はフレイスの炎砦内部を舞台とする。砦シリーズリプレイの中でも最も存在感の強い砦である。
バンダナガールズ
今作でザーフィに気がある女性NPCたちの総称。ジーン、ルシア、メイヤ、ロンギヌスリーダーの4人がこれに含まれる。ザーフィがジーンとルシアの両方に約束の証として自分のバンダナを渡しているところからこの名前が付けられた。柊曰く、ザーフィのバンダナは「お手つきの証拠」らしい。

## マジカル・ウォーフェア
『フレイスの炎砦』はナイトウィザードやセブン＝フォートレスのいくつかのリプレイをつなぐ大河物語「マジカル・ウォーフェア」の一編でもある。なお、マジカル・ウォーフェアの時間軸としては200X年4月から5月の物語となる。
今作ではベール＝ゼファーはディングレイとの友情のためにその復活の手助けをしたとされているが、実際はそれだけではない。マジカル・ウォーフェアにおいてベール＝ゼファーはアスモデートやルー＝サイファーなどの他の「悪徳の七王」たちとライバル関係にあり、先手を打つためにディングレイを復活させファー・ジ・アースを壊滅させようとしたのである。また、アスモデートはディングレイと「どちらか先に地球を滅ぼせるか」の賭けをしていたという過去があり、ディングレイの手番であったこの時期（200X年4月から5月）はディングレイの動きを静観していたようだ。しかしディングレイがポーリィのスヴェルヴェン＝クレアにより浄化され、直近の復活は叶わなくなったことからアスモデートの手番となり、『紅き月の巫女』における彼の計画が本格的に始動し出すことになる。
ちなみに、『フレイスの炎砦』第6話で『紅き月の巫女』第2話の出来事が描かれており、時間軸としては全く同時期という事が分かる。

## 作品一覧
- フレイスの炎砦 V3 (上・下) （ISBN 4-7577-1972-8 (上)・ISBN 4-7577-1973-6 (下) / ファミ通文庫 / エンターブレイン）
  - 2004年発売。柊蓮司役の矢野俊策と菊池たけしの対談が収録されている。